# Dissomphalus auritus
Dissomphalus auritus (лат.) — род ос-бетилид из подсемейства Pristocerinae (Chrysidoidea, Hymenoptera).

## Этимология
Видовой эпитет auritus происходит из латыни и обозначает дорсальное тело эдеагуса, напоминающее большое ухо.

## Распространение
Неотропика: Эквадор.

## Описание
Мелкие осы-бетилиды, длина около 3 мм. Окраска: голова и наличник чёрные; мезосома рыжевато-каштановая; метасома и мандибулы каштановые; антенна светло-каштановая и постепенно темнеет в дистальной части; пальпы и ноги светло-каштановые, кроме более тёмных бёдер; крылья субгиалиновые. Куспис гениталий с расширенной вершинной частью, вершина прямая. Эдеагус с вентральным рамусом короче дорсального тела, базальная половина широкая и короткая, апикальная половина несколько изогнута дорсально, сужается к вершине и сходится мезад; дорсальное тело широкое, вершина слабо закручена.

## Таксономия
Вид был впервые описан в 2006 году, а его валидный статус подтверждён в ходе ревизии, проведённой в 2017 году бразильскими энтомологами Ш. Д. Брито и Селсо Оливейра Азеведу (Федеральный университет Эспириту-Санту, Departamento de Ciências Biológicas, Витория, Бразилия) по типовым материалам из Панамы. Включён в состав видовой группы Dissomphalus coronatus.